# HeliJet
Helijet International Inc, що діє як Helijet — канадська вертолітна авіакомпанія зі штаб-квартирою в місті Ванкувер, Британська Колумбія.
Компанія надає послуги з регулярних пасажирських та вантажних перевезень, забезпечення роботи спеціалізованих організацій і фірм, включаючи кіно - та телерадіокомпаній, мобільний швидку допомогу (санітарна авіація), а також виконання чартерних пасажирських перевезень за запитами комерційних компаній. Базою перевізника і його головним транзитним вузлом (хабом) є Міжнародний аеропорт Ванкувер.

## Історія
Авіакомпанія Helijet Airways була заснована в 1986 році і в листопаді того ж року почала комерційні рейси між містами Ванкувер і Вікторія. На початковому етапі в парку перевізника працював один вертоліт, штат компанії становили 14 співробітників. Протягом наступних двадцяти років Helijet динамічно розвивався, в даний час повітряний флот компанії складають 12 вертольотів, кількість працівників — понад 150, авіакомпанія перевозить більше ста тисяч чоловік щорічно.
У лютому 2010 року авіакомпанія Helijet виконувала регулярні пасажирські рейси в Міжнародний аеропорт Ебботсфорд, Міжнародний аеропорт Вікторія, Аеропорт Кемпбелл-Рівер, Аеродром Сіетл Боїнг і Аеропорт Ленглі. Дочірнє підрозділ Pacific Heliport Services компанії працює на регулярних маршрутах у містах Ванкувер та Вікторія.

## Маршрутна мережа
Авіакомпанія Helijet виконує регулярні пасажирські рейси в такі місця Тихоокеанського Північно-Заходу:
- Міжнародний аеропорт Ванкувер
- Ванкувер Харбор — даунтаун Ванкувері, Британська Колумбія
- Вікторія Харбор — даунтаун Вікторії, Британська Колумбія

## Флот
Станом на лютий 2010 року повітряний флот авіакомпанії Helijet становили такі вертольоти:
- 5 Sikorsky S-76A Spirit — реєстраційні номери C-GHJL, C-GHJP, C-GHJT, C-GHJV, C-GHJW
- 3 Robinson R22 Beta — реєстраційні номери C-FRDY, C-GAAK, C-GFXX
- 2 Bell 206L3 Longranger — реєстраційні номери C-GLMX, C-GXHJ
- 1 Sikorsky S-61 — реєстраційний номер C-GBSF
- 2 Bombardier Learjet 31A — реєстраційні номери C-GHJJ, C-GHJU

## Галерея

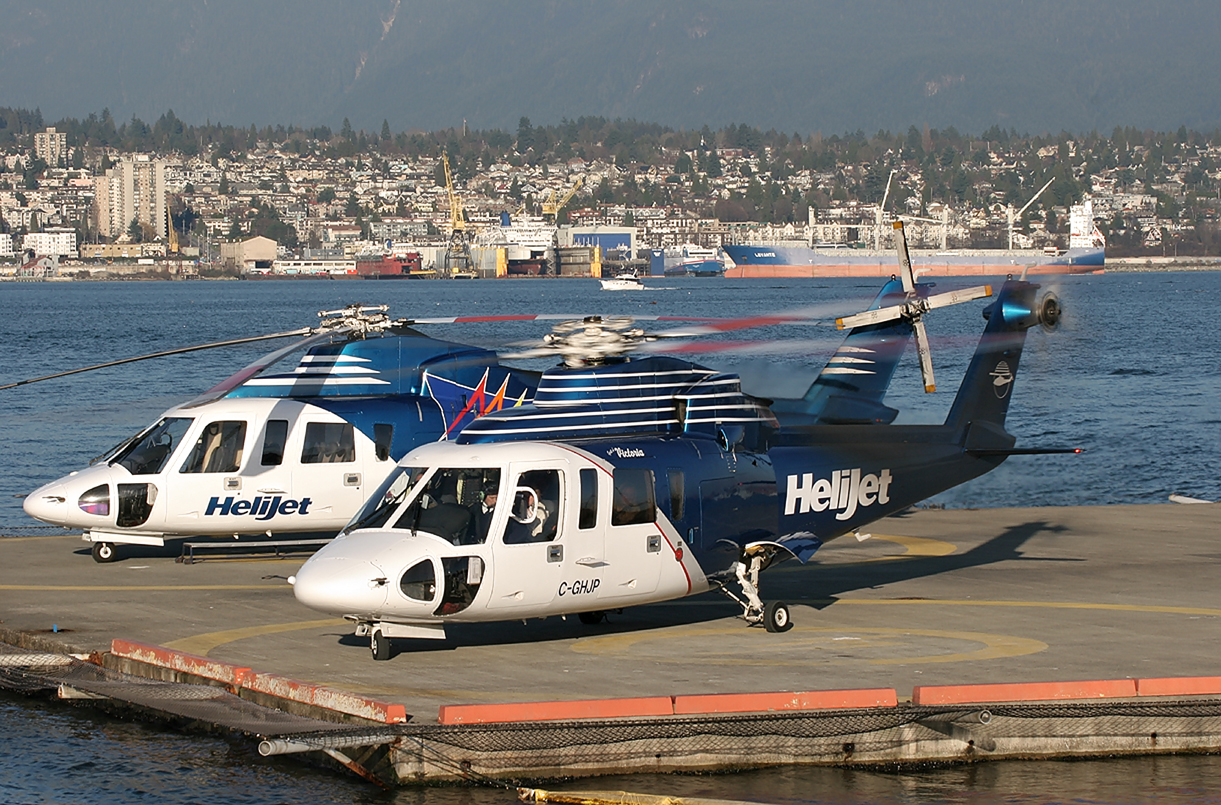
Два вертольоти Sikorsky S-76 авіакомпанії Helijet в Ванкувер Харбор
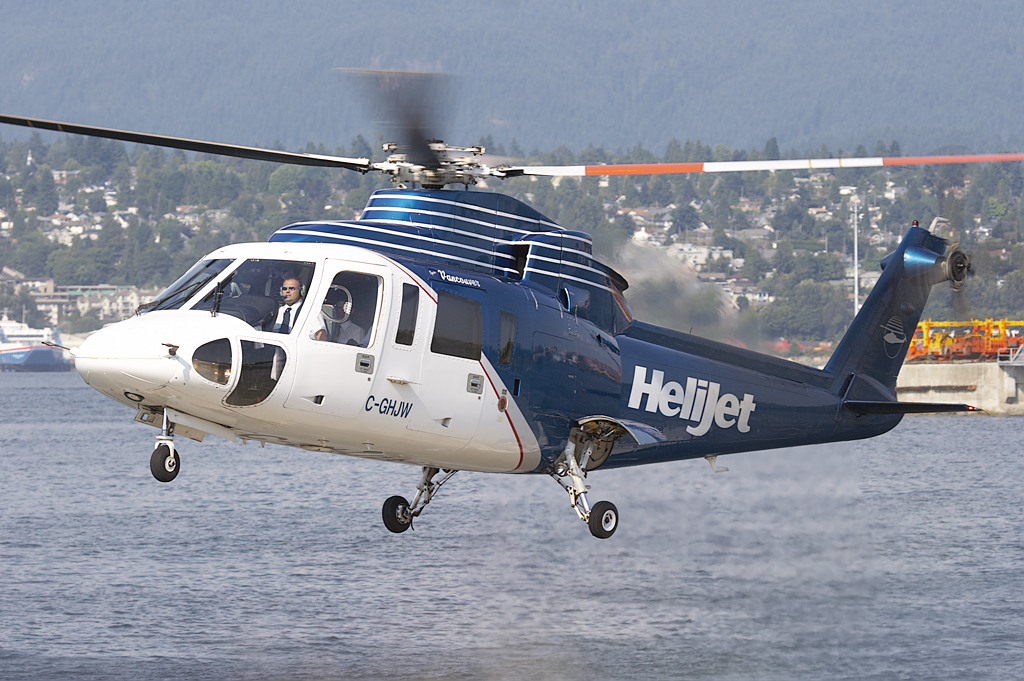
S76 компанії HeliJet сідає на майданчику в Ванкувер Харбор
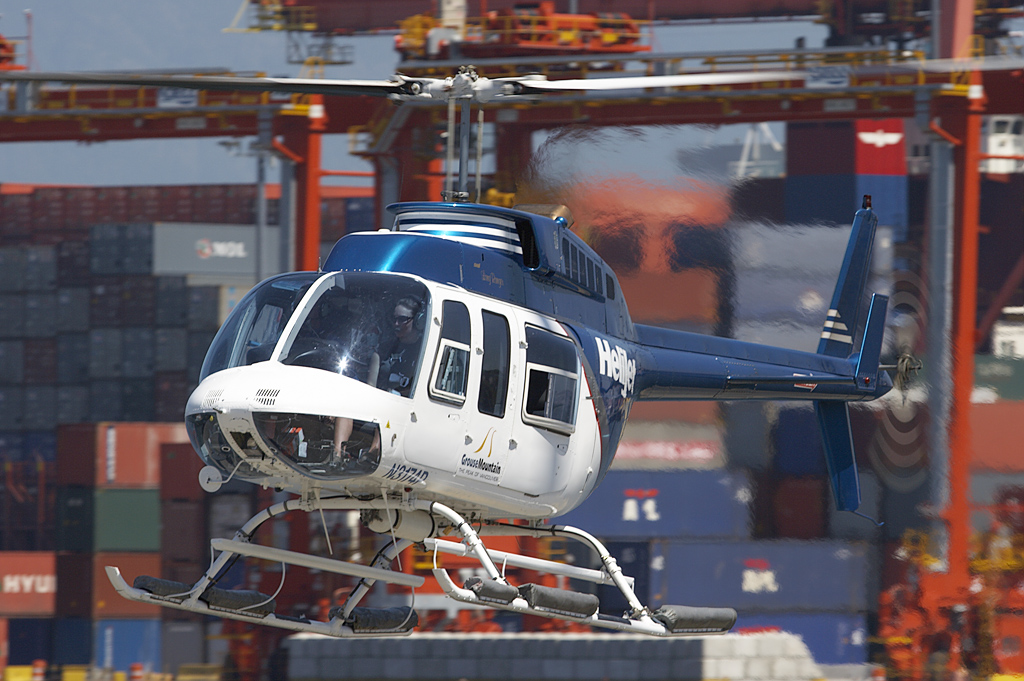
Посадка Bell 206L-1 LongRanger II HeliJet в Ванкувер Харбор
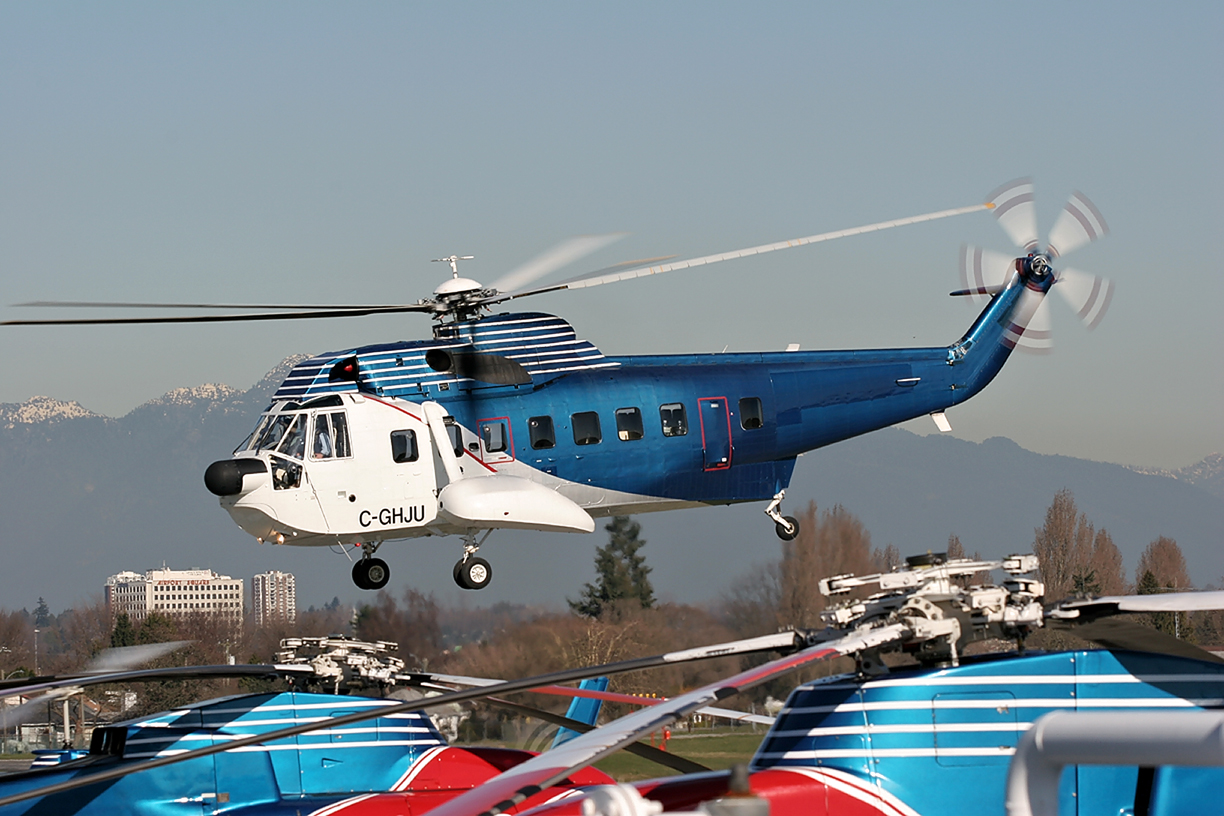
Зліт Sikorsky S-61 HeliJet з Міжнародного аеропорту Ванкувер